# Zhao Yun
Zhao Yun, nome di cortesia Zilong (168 – 229), è stato un generale cinese durante le guerre civili occorse alla fine della Dinastia Han, durante il periodo noto come dei Tre Regni in Cina.
Ha servito per lungo tempo il signore della guerra Liu Bei, giocando una parte fondamentale nel Regno Shu-Han, è notoriamente conosciuto come uno dei cinque generali della Tigre.

## Al Servizio di Gongsun Zan
Nasce nella contea di Changshan a Zhending dove ottiene un incarico amministrativo che detiene fino all'anno 191, quando decide a 23 anni di arruolarsi presso il signore della guerra Gongsun Zan, preferendolo a Yuan Shao. Inizialmente viene nominato comandante di un piccolo gruppo di volontari provenienti dal suo luogo natio. Nell'anno seguente viene mandato alle dipendenze di Liu Bei, con cui stringe una forte amicizia, mantiene al contempo il grado di maggiore sotto il suo Signore e quello di comandante della cavalleria composta da migliaia di nomadi Wuhuan per aiutare Tian Kai contro Yuan Shao. Impressionato negativamente dall'attitudine del suo signore, con il pretesto della morte del proprio fratello maggiore, decide di abbandonare il servizio di Gongsun Zan.
Seguono 6 anni di silenzio, ove delle sue gesta non si hanno alcuna notizia, poi intorno al 200 nella città di Ye incontra Liu Bei in fuga dopo la sconfitta subita contro Cáo Cāo,  vi ritorna al servizio, fornendo un piccolo contingente di cui nel frattempo era divenuto capo.

## Al servizio di Liu Bei, la conquista di Jing
Nel 207 partecipa alla Battaglia di Bowang contro le truppe di Xiahou Dun, ove si distingue catturando il concittadino Xiahou Lan che fa risparmiare e nominare giudice militare.
L'anno seguente Cáo Cāo riunisce un'armata numerosa per prendere Jingzhou con l'appoggio di Liu Cong, nuovo Signore di Jing, figlio maggiore dell'appena defunto Liu Biao. Liu Bei che aveva trovato asilo in quella zona, viene costretto a fuggire verso la città di Jiangling, quindi è attaccato da 5000 truppe d'elite e costretto ad evacuare con la popolazione verso Changban. Nella fuga venne nuovamente attaccato e la sua famiglia venne lasciata indietro. Zhao Yun lascia l'avanguardia e si getta nella mischia per salvare Liu Shan ( Ah Dou) l'erede di Liu Bei, pur contravvenendo agli ordini e lasciando pensare ad una sedizione verso le truppe di Cao Cao. Yun riesce a tornare trionfante dal suo signore con l'erede ma senza la moglie, la quale ferita, si era gettata in un pozzo per far in modo che il generale riesca a salvare l'erede con più facilità. Questa scena è decantata in un intero capitolo del Romanzo dei Tre Regni e ripreso nella cultura cinese mediante l'iconografia ed il teatro. Dopo questo evento, per il coraggio ed il risultato ottenuto, venne nominato Generale.
Dopo la battaglia delle Scogliere Rosse (o di Chi Bi), Zhao Yun fu capace di attaccare le truppe sconfitte di Cao Cao e recuperare in questo modo quattro distretti a sud di Jingzhou per Liu Bei che lo nominò Governatore di Guyang. Successivamente venne mandato a Gongan per amministrare la città e togliere il potere agli attendenti della moglie di Liu Bei, Sun Shang Xian, che stavano portando disordine nell'intera zona attraverso prepotenze ed abusi. Yun riuscì nell'incarico ed ottenne la guida del luogo a titolo effettivo.

## Dalla conquista di Yizhou al regno Shu-Han
Nel 212 Liu Bei chiede aiuto allo stratega Zhuge Liang per la conquista di Yizhou, quest'ultimo decide di richiamare Zhang Fei e Zhao Yun. Con essi si dirige verso Jiangzhou e la conquista, quindi divide nuovamente le truppe. Yun si dirige verso Chengdu, conquistando Jiangling e Jiangwei. Zhao Yun ottiene il ruolo di Generale della Cavalleria Volante non appena Yizhou viene completamente presa. Susseguono alcune discussioni sull'amministrazione della terra, molti vorrebbero che fossero le famiglie dei generali a detenere il potere, ma Yun si differenzia nel richiedere un'amministrazione decentrata che abbia nel popolo il suo centro, richiesta che viene accettata da Liu Bei.
Nel 219 viene intrapresa una campagna contro Cao Cao, Huang Zhong generale di Liu Bei, conquista Hanzhong sconfiggendo le truppe di Xiahou Yuan. Il primo ministro Cao Cao spedisce un alto numero di truppe a riconquistare la zona perduta e Zhao Yun va ad aiutare il generale assediato. In un tentativo per tagliare fuori i rifornimenti, Huang Zhong rimane circondato dalle truppe nemiche, Zhao Yun non vedendolo tornare decide dunque di andare ad indagare sull'accaduto, quindi si getta contro le linee avversarie riportando la rottura dell'accerchiamento. Trovandosi oltre lo scontro, si accorge che un suo ufficiale subordinato, Zhang Zhu è in pericolo ed accorre per salvarlo. Surclassato dal numero dei soldati di Cao Cao decide di fare rientro al proprio campo ove gioca d'astuzia. Apre le porte del proprio accampamento ed obbliga al silenzio i propri guerrieri, il nemico temendo un'imboscata preferisce ritirarsi, ma sulla via del ritorno viene sorpreso e vinto. Come segno del suo valore viene globalmente chiamato Generale del valore della Tigre”.
Nel 222 si ribella alla decisione di Liu Bei d'organizzare una campagna contro il regno di Wu, motivo per cui non parteciperà al conflitto, dedicandosi all'amministrazione e alle difese della città di Jiangzhou. Dopo la morte di Liu Bei, viene nominato Generale che protegge l'Est, quindi spedito nella città di Ba ai confini con i territori di Wu ove si occuperà di difendere l'appena nato Regno di Shu-Han da eventuali invasioni.

## Con l'Imperatore Liu Shan e morte
Nel 228, durante la famosa campagna di Zhuge Liang contro il regno di Wei per la presa di Mei, viene chiamato per fama e gli viene affidata una piccola compagnia con cui si contrappone alla numerosa armata guidata dal famoso comandante Cao Zhen. Sopraffatto, decide di ritirarsi e guida personalmente la retrovia e le provviste che dovevano condurre al grosso del proprio esercito. Zhuge Liang propose una ricompensa per lui e per i suoi uomini, ma egli rifiutò il premio poiché considerava la sua impresa una sconfitta non meritevole di lode.
Zhao Yun muore ad Hanzhong di malattia durante la campagna all'età di 61 anni. Nel 261 viene onorato dall'Imperatore Shu-Han Liu Shan, del titolo postumo di Marchese Shunping, onore toccato solo ad altri 12 uomini del suo tempo ed considerato ad oggi nel Sichuan, un privilegio raro.
Zhao Yun ebbe due figli Zhao Tong e Zhao Guang, il primo servì come subordinato Jiang Wei e morì in battaglia a Tazhong.

## Impatto pubblico
La sua immagine è nota a molti asiatici, ad esempio l'artista visivo Vũ Tú una volta trovò somiglianze nel suo successo nell'affrontare le difficoltà, con l'immagine eroica di Zhao Yun in battaglia.

## Nella cultura di massa
In Cina, in previsione delle olimpiadi di Pechino del 2008, sono usciti due film riguardanti il periodo dei Tre Regni. Uno di questi due è incentrato sulla figura di Zhao Yun, Resurrection of the Dragon ed ha per protagonisti Andy Lau e Maggie Q.
Appare come personaggio giocabile nella serie di videogiochi Dynasty Warriors.